# Zvjezdarnica Kazanjskog sveučilišta
Zvjezdarnica Kazanjskog sveučilišta (ruski: Астрономическая обсерватория Казанского университета) je ruska zvjezdarnica (astronomski opservatorij) koji se nalazi u gradu Kazanju na nadmorskoj visini od 75 metara. Zvjezdarnica je dio Odsjeka za astronomiju Sveučilišta u Kazanju, koje je 1810. godine osnovao austrijski astronom Joseph Johann von Littrow. 
Zvjezdarnica, koja je kulturna baština Rusije od federalnog značaja, predstavlja baštinu povezanu s astronomijom tijekom razdoblja nastanka i razvoja optičkih teleskopa u 19. i početkom 20. stoljeća. Zbirka povijesnih polupokretnih instrumenata, te jedini i još uvijek funkcionalni heliometarski teleskop na svijetu, izniman je dokaz evolucije optičke astronomije. Zbog toga je 2023. godine Kazanjska zvjezdarnica upisana na UNESCO-ov popis mjesta svjetske baštine u Europi.

## Povijest
Astronomski odjel Carskog sveučilišta u Kazanju osnovao je 1810. godine Joseph Johann Littrow, a 11. studenog 1814. započela su promatranja u maloj zvjezdarnici (privremenoj građevini) iznad kamenih vrata u botaničkom vrtu sveučilišta. Godine 1822. zvjezdarnica je privremeno smješten u drvenu galeriju (dio stana I. M. Simonova). Godine 1827. sveučilišno dvorište odabrano je za stalno mjesto za opservatorij, a 1833. započela je izgradnja zgrade zvjezdarnice. Godine 1835. naručen je refraktorski teleskop od 23 cm iz Fraunhoferove radionice u Bavarskoj.
Godine 1837. dovršena je stalna zgrada zvjezdarnice, a u lipnju te godine u njoj su obavljena prva promatranja. Godine 1838. u potpuno pokretni glavni toranj ugrađen je naručeni refraktor. Službeni datum rođenja Sveučilišne astronomske zvjezdarnice bio je 13. travnja 1838., kada su započela stalna promatranja u novoj zgradi zvjezdarnice (na Bečkom meridijanskom krugu).
Dana 23. veljače 1885. osnovana je meteorološka služba, a u izlogu odjela bio je postavljen sat koji je pokazivao točno srednje vrijeme u Kazanju.
Engelhardtov opservatorij je otvorio je Dmitrij Dubjago 1901. godine, kako bi u njemu smjestio astronomsku opremu koju je donirao Vasilij Engelhardt. Obojica su po smrti sahranjeni u kripti na humku pored zvjezdarnice. Zgradu je dizajnirao Fjodor Malinovski, a 1908. godine izgrađen je i kameni toranj s rotirajućom kupolom za heliometar, te paviljon za astrograf (1914.). Tadašnji ravnatelj zvjezdarnice, Avenir Jakovkin je 1929. godine zahvaljujući temeljitim heliometrijskim opservacijama utvrdio precizne mjere mjesečeve libracije.
Od 1925. do 1946., uz Zavod za astronomiju (od 1930-ih poznat kao Zavod za astrometriju), postojao je i Zavod za geodeziju i gravimetriju (od 1937.). Pored toga, od 1939. do 1947., a zatim od 1951. do 1954. postojao je Odjel za astrofiziku, a od 1945. i Odjel za teorijsku astronomiju pod vodstvom. Godine 1947., zbog nedovoljnog broja studenata, četiri odjela za astronomiju spojena su u jedan, Odjel za astronomiju.
Dana 4. svibnja 1983. V. Kapkov je uspio u Kazanju promatrati okultaciju zvijezde magnitude 8,6 asteroidom 2 Pallas. To je bilo prvo pouzdano opažanje asteroida koji je okultirao zvijezdu na ruskom teritoriju i četvrto unutar granica SSSR-a.
Zvjezdarnica je upisana na UNESCO-ov popis svjetske baštine 19. rujna 2023. godine.

## Odlike
Zvjezdarnica Kazanjskog sveučilišta se sastoji od dvaju sastavnih dijelova smještenih u povijesnom središtu Kazanja (Kazanjska gradska zvjezdarnica) i u šumovitom ruralnom području dvadeset četiri kilometra zapadno od grada, Engelhardtova zvjezdarnica.
Kazanjska gradska zvjezdarnica izgrađena je 1837. godine, a nalazi se unutar kampusa Kazanjskog federalnog sveučilišta. To je klasicistička zgrada, namjerno izgrađena za promatranje neba, a karakterizira ju polukružno pročelje i tri tornja s kupolama izgrađena za smještaj astronomskih instrumenata.
Prigradski sastavni dio Engelhardtova zvjezdarnica, gdje su promatračke aktivnosti prenesene iz grada, dovršena je 1901. godine. Sastoji se od nekoliko građevina posvećenih promatranju neba, kao i stambenih zgrada, a sve se nalaze unutar parka.
U početku međunarodni po svojoj koncepciji, idejama i ljudskim resursima, ove dvije zvjezdarnice su fenomen koji je potaknuo znanstvena istraživanja i povećao doprinos Euroazije razvoju astronomije i srodnih znanosti u svijetu. Zgrade su sačuvane zajedno s većinom originalne arhitekture i ključnih astronomskih instrumenata, kao što je jedini i još uvijek funkcionalni heliometarski teleskop na svijetu. Objekti su i dalje važna istraživačka i obrazovna središta.

## Vanjske poveznice
|  | Zajednički poslužitelj ima još gradiva o temi Zvjezdarnica Kazanjskog sveučilišta |

- "200 godina kazanske astronomije", Kazanjsko sveučilište  Arhivirana inačica izvorne stranice od 26. studenog 2011. (Wayback Machine) (rus.)